# Solarwatt
Solarwatt ist ein deutscher Hersteller und Anbieter von Photovoltaikanlagen für Eigenheime und Kleingewerbe. Die Firma  produziert und vertreibt alle wesentlichen Komponenten für Eigenversorgung von Haushalten aus Solarstrom. Dies umfasst die Energieerzeugung mit Photovoltaikmodulen, das Energiemanagement im Haus und das lokale Speichern des erzeugten Solarstroms für den Verbrauch.
Das international tätige Unternehmen mit Sitz in Dresden wurde 1993 gegründet und ist Marktführer im Bereich der Photovoltaik-Module mit Glas-Glas-Technologie. Das Wirtschaftsmagazin brand eins wählte Solarwatt 2017 zu den innovativsten Firmen Deutschlands.
Seit 2021 vertreibt Solarwatt einen gemeinsam mit der BMW Group entwickelten Stromspeicher,  der Batteriezellen nutzt, die auch in der Elektroversion des BMW Mini zum Einsatz kommen.

## Geschichte
Gegründet wurde das Unternehmen 1993 als Solarwatt Solar-Systeme GmbH von Lothar Schlegel und Frank Schneider. Im Fokus standen Konzepte, elektrische Verbraucher anhand von Photovoltaikmodulen mit Strom zu versorgen. 1995 begann die Serienfertigung schlagfester Kleinmodule (in Gießharztechnologie) für Verkaufsautomaten und Notrufsäulen. In den Folgejahren spezialisierte sich Solarwatt auf die Serienfertigung kundenspezifischer Solarmodule und steigerte die Modulleistung dank neuer Produktionslinien auf bis zu 220 Wp im Jahr 2002. In diesem Jahr wurde zudem der 100. Mitarbeiter eingestellt.
2005 erfolgte die Umwandlung in eine Aktiengesellschaft (AG). Frank Schneider wurde Vorstandsvorsitzender. Im selben Jahr lief das 500.000 Photovoltaikmodul vom Band. Der Einzug in das neue Verwaltungsgebäude (Unternehmenssitz bis heute) sowie der Ausbau der Produktionskapazität auf 100 MWp konnten im Jahr 2007 erfolgen, nachdem durch den Börsengang 2006 Kapital eingeworben worden war. Im darauffolgenden Jahr wurde die Produktionskapazität durch eine vollautomatische Produktionslinie um zusätzliche 150 MWp gesteigert.
Im Jahr 2010 nahm das Unternehmen eine neue Solarmodulfertigung sowie ein Logistikzentrum in Betrieb. Im Geschäftsbericht 2010 wurde eine positive Prognose für das Unternehmen abgegeben, obwohl sich bereits zunehmend eine Konkurrenz aus Asien für die deutsche Photovoltaik-Industrie abzeichnete. Schon zum Börsengang hatte es kritische Stimmen gegeben. Der Spiegel hatte geschrieben: „Der Solarboom des vergangenen Jahres dürfte sich dabei allerdings nur gebremst fortsetzen.“ Ein Jahr später wurde Detlef Neuhaus zum Vertriebsvorstand des Unternehmens und 2012 zum Vorstandsvorsitzenden des Unternehmens bestellt. Carsten Bovenschen wurde im selben Jahr zum Finanzvorstand der Solarwatt AG. Der Verkaufsstart der EasyIn Solarmodule als Alternative zu herkömmlichen Dachziegeln begann ebenfalls 2011.
2012 durchlief Solarwatt eine Insolvenz in Eigenverwaltung. Nach erfolgreichen Sanierungsmaßnahmen und der gerichtlichen Bestätigung des Insolvenzplans hob das Amtsgericht Dresden Mitte Oktober 2012 das Insolvenzverfahren auf.
Am 23. Januar 2013 erfolgte die Umwandlung in eine GmbH, geschäftsführende Gesellschafter wurden Detlef Neuhaus und Carsten Bovenschen. Im gleichen Jahr begann eine Kooperation mit BMW im Bereich Elektro-Mobilität, die bis heute besteht.
Mit dem Umbruch ging die Neuausrichtung des Unternehmens vom reinen Modulhersteller zum Systemanbieter einher, in deren Folge Solarwatt das Produktportfolio um alle Komponenten für ein vollständiges energetisches Systems ergänzte.
Im Jahr 2014 übernahm die Solarwatt GmbH die Centrosolar Vertriebsgesellschaften in Frankreich und den Niederlanden und integrierte diese ins Unternehmen. 2015 wurden die Centrosolar France zur Solarwatt Sarl und die Centrosolar Benelux zur Solarwatt Bv firmiert.
Im Jahr 2016 kooperierte Solarwatt mit E.ON beim Stromspeicher Aura. Außerdem übernahm das Unternehmen den ehemaligen Elektrofahrzeug- und Batteriehersteller e-Wolf aus Frechen und gründete das Technologiezentrum Solarwatt Innovation (Eigenschreibweise: SOLARWATT INNOVATION). Weiterhin wurden die Solarwatt Technology Australia und die Solarwatt Italia S.r.l. als weitere Tochtergesellschaften gegründet.
Derzeit unterhält die Solarwatt GmbH Standorte in Dresden (Hauptsitz), Hürth, Kassel, Bochum, Ludwigsburg, Frankreich, Niederlande, Italien, Spanien und Großbritannien.
Nach ersten Überlegungen und Warnung im Januar 2024 stellte das Unternehmen aufgrund des Kostendrucks aus China zunächst die Fertigung von Solarmodulen und Ende 2024 auch die Produktion von Speichern in Deutschland ein. Die Herstellung soll künftig als Auftragsfertigung in Asien erfolgen. Dies bedeutet, 500 Stellen entfallen 2025 in Deutschland.

## Produktentwicklung
Die Produktpalette des Unternehmens umfasste am Anfang Solarmodule, für eine möglichst autarke Energieversorgung von Geräten. 1995 begann die Serienfertigung schlagfester Kleinmodule in Gießharztechnologie für Verkaufsautomaten und Notrufsäulen. Die Produktsparten unterteilen sich in die drei Bereiche Energieerzeugung, Energiemanagement und Energiespeicherung.
1998 entwickelte Solarwatt das erste Glas-Glas-Modul der Photovoltaikbranche. Bei diesen wird im Gegensatz zu marktüblichen Glas-Folie-Modulen sowohl die Vorder- als auch die Rückseite mit einem gehärteten Spezialglas versiegelt. Dies erhöht die Widerstandsfähigkeit gegen physische und Witterungseinflüsse und schützt die Solarzellen vor dem Eindringen von Feuchtigkeit und Sauerstoff. Die Folge ist eine längere Lebensdauer bei gleichzeitig höherer Modulleistung. Solarwatt gewährt auf seine Glas-Glas-Module eine 30 Jahre Leistungs- und Produktgarantie. Diese beinhaltet eine Zusicherung von 35 % mehr Leistung im Vergleich zum Marktstandard.
Seit 2000 wurde die Serienfertigung der Standard- und kundenspezifischen Photovoltaik-Module mit 120 Wp Leistung kontinuierlich auf Module mit einer Leistung von bis zu 320 Wp ausgebaut. Durch die Inbetriebnahme weiterer Produktionslinien konnte die Produktionskapazität auf bis zu 220 MWp in der Spitze erweitert werden. 2016 lag diese bei ca. 85 MWp.
2014 wurde das Produkt 'EnergyManager' als zentrale Steuerungseinheit der Energieflüsse in einem Haushalt vorgestellt. Das Gerät schaltet stromverbrauchende Haushaltsgeräte dann ein, wenn die Photovoltaikanlage ausreichend Strom liefert. Neben Kleinverbrauchern können ebenfalls Großverbraucher, wie Wärmepumpen oder Tiefkühltruhen verbunden werden. Verbrauchsdaten können über das Internet eingesehen werden.
Der Stromspeicher MyReserve 500 kam im Jahr 2015 als Heimspeicher auf den Markt. Eine größere Variante für Photovoltaikanlagen mit zwischen und 18 Modulen folgte 2016. Der Speicher soll im Einfamilienhaus oder in der Industrie genutzt werden können. Ein 2017 vorgestelltes modulares Speicherprodukt soll mit einem Batteriemanagementsystem und Batteriemodulen auf bis zu 2 MW skalierbar und in allen Bereichen einsetzbar sein.
Solarwatt vertreibt Systemkomponenten verschiedener Hersteller. Hierzu gehören Wechselrichter von Steca und Fronius zur Umwandlung von Gleichstrom in Wechselstrom, Befestigungssysteme wie z. B. Aufdach-Schnellmontagesysteme und Wärmepumpen. Der Vertrieb der Produkte erfolgt in Deutschland ausschließlich über zertifizierte Installateure.

## Leitung und Personal
Seit 2012 leitet Detlef Neuhaus als geschäftsführender Gesellschafter die Solarwatt GmbH. Seit 2018 ist Sven Böhm in dieser Funktion Geschäftsführer der Firma. Zum Oktober 2020 wurde Armin Froitzheim in die Geschäftsführung berufen.
Der Verwaltungsrat wird von Achim Wörner (Vorsitzender), Stefan Quandt, Hans-Peter Villis und Felix Ackermann gebildet. Lange Jahre war Johannes Fritz Vorsitzender des Verwaltungsrates.
Geschäftsführer der Solarwatt Innovation GmbH in Hürth sind Olaf Wollersheim und Armin Froitzheim.
Aktuell sind in der gesamten Solarwatt-Gruppe mehr als 700 Mitarbeiter beschäftigt. Innerhalb Deutschlands zählt das Unternehmen ca. 600 Mitarbeiter (Stand November 2022).

## Auszeichnungen
- Mit dem Sächsischen Staatspreis für Design[25] wurde das Solarwatt EnergyManager Portal[26] 2014 ausgezeichnet.
- 2015 wurde der Stromspeicher mit dem dem im Vorfeld der Batteriespeichermesse electrical energy storage in München verliehenen ees Award[27][28] ausgezeichnet. Dieser wird jährlich im Rahmen der ees Europe, der führenden Fachmesse für Batterien und Energiespeicher, für herausragende und innovative Lösungen vergeben.
- Der Stromspeicher Solarwatt MyReserve wurde von der Wirtschaftswoche in Zusammenarbeit mit dem Deutschen Clean Tech Institut mit dem Siegel „Top Stromspeicher 2016“[29] ausgezeichnet.
- Für den MyReserve erhielt die Solarwatt GmbH 2015 den German Design Award 2016[30] des Rat für Formgebung.
- 2017 wurde der Stromspeicher erneut mit dem ees Award ausgezeichnet[31]
- Als Top Brand PV[32] wurde die Solarwatt GmbH vom unabhängigen Markt- und Meinungsforscher EuPD Research ausgezeichnet. Das Unternehmen wurde in Kunden- und Installateursumfragen mit Bestnoten bewertet.
- Das Manager Magazin zeichnete den Stromspeicher MyReserve mit dem Titel „Top Stromspeicher 2017“ aus.[33]